# Neolimonia cordillerensis
Neolimonia cordillerensis är en tvåvingeart som först beskrevs av Alexander 1913.  Neolimonia cordillerensis ingår i släktet Neolimonia och familjen småharkrankar.
Artens utbredningsområde är Colombia. Inga underarter finns listade i Catalogue of Life.